# Geranium pylzowianum
Geranium pylzowianum là một loài thực vật có hoa trong họ Mỏ hạc. Loài này được Maxim. mô tả khoa học đầu tiên năm 1880.